# Turčišće
Turčišće – wieś w Chorwacji, w żupanii medzimurskiej, w gminie Domašinec. W 2011 roku liczyła 551 mieszkańców.